# مشور عسل

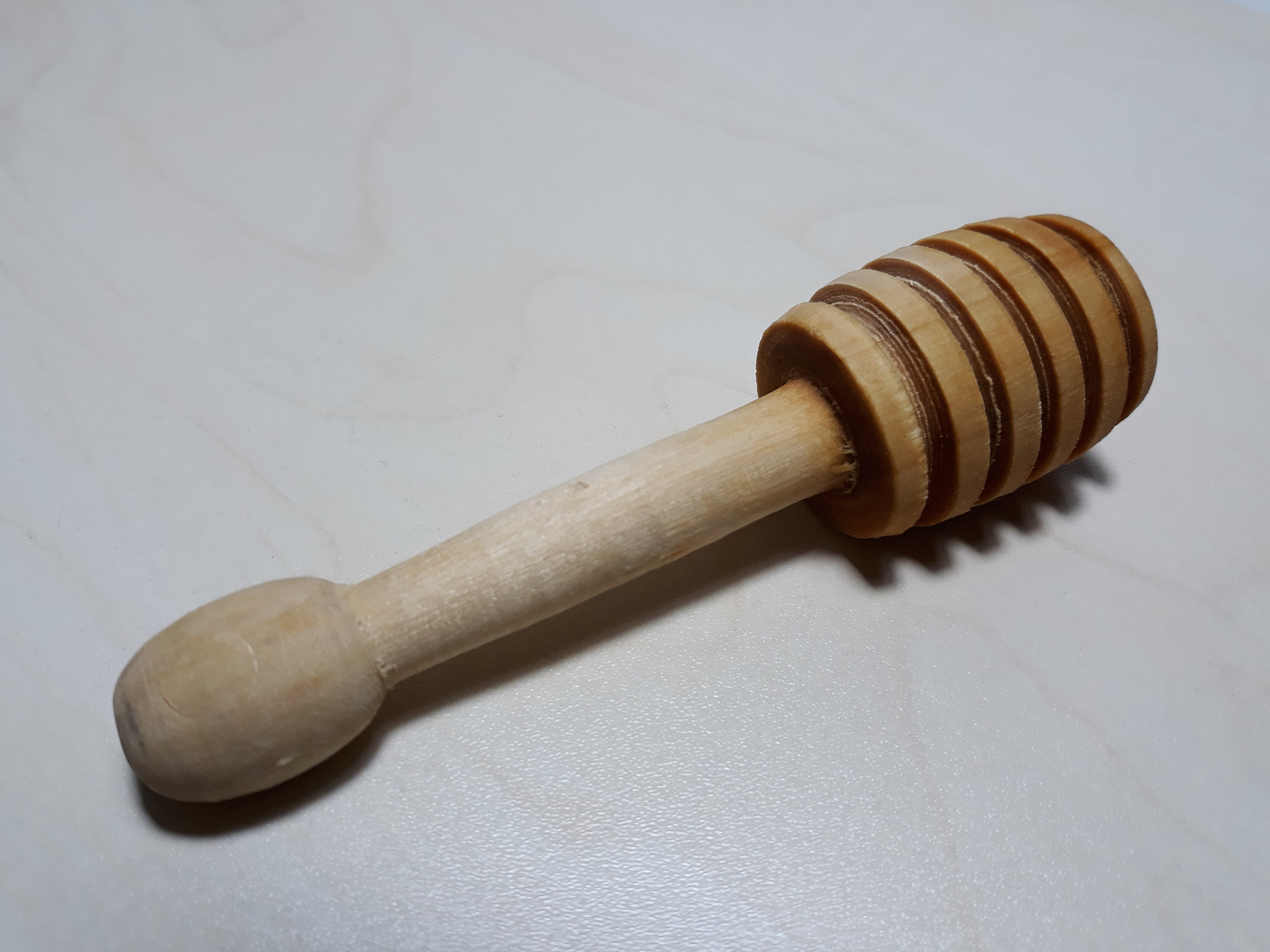
مشور من خشب

المِشْوَر أو مِغرفة العسل هو أحد أدوات المطبخ التي تستخدم لجمع السائل اللزج (العسل بشكل عام) من وعاء والذي يُنضح بعد ذلك إلى مكان آخر. غالبًا ما تكون مصنوعة من الخشب المخروط. يتكون المشور من مقبض وأخاديد متباعدة بشكل متساوٍ.  في كثير من الأحيان تنحدر الأخاديد في محيط كل أخدود جديد.

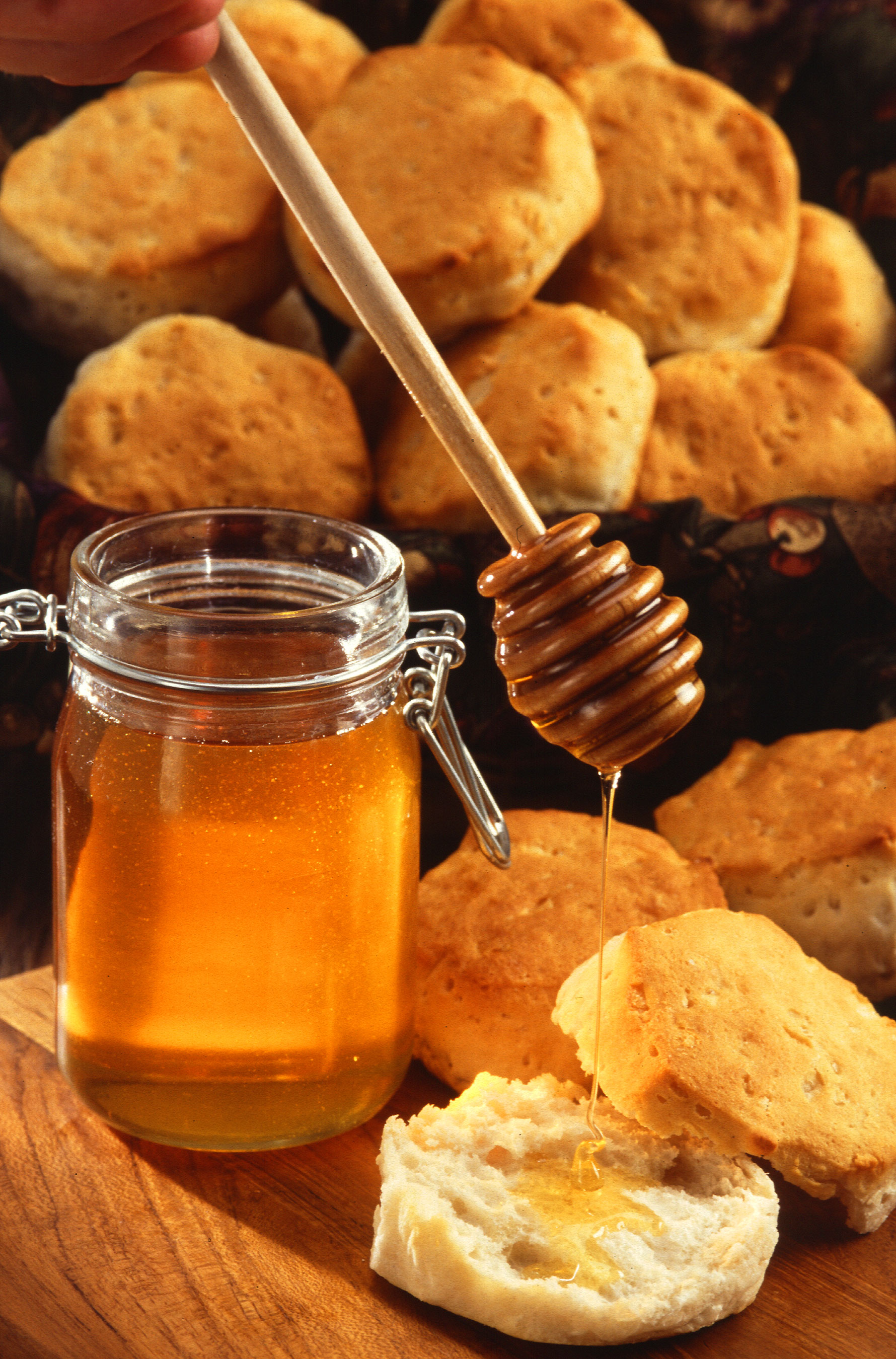
مشور